# Silvia Guignard
Pour les articles homonymes, voir Guignard.
Silvia Guignard, née le 6 août 1974 à Lachen, est une tireuse sportive suisse.

## Biographie
Silvia Guignard Schnyder naît Silvia Schnyder le 6 août 1974 à Lachen, dans le canton de Schwytz,. Elle grandit à Siebnen-Wangen, dans le district de March du même canton.
Elle exerce la profession de couturière à Zurich,.
Elle est mariée à Alain Guignard, qui est également son entraîneur.

## Carrière
Silvia Guignard commence à tirer à l'âge de 17 ans.
Elle est médaillée de bronze en carabine à 300 m couché aux Championnats du monde de tir 2018 à Changwon. Aux Championnats d'Europe de tir 2019 à Bologne, elle est médaillée de bronze en carabine à 300 m 3 positions. Aux Championnats d'Europe de tir 2021 à Osijek, elle est médaillée d'or en carabine à 300 m 3 positions, médaillée d'or en carabine à 300 m 3 positions par équipe mixte et médaillée d'argent en carabine à 300 m 3 positions par équipes.
Aux Championnats du monde de tir 2022 au Caire, Silvia Guignard obtient trois médailles d'argent, en carabine à 300 m couché, en carabine à 300 m couché par équipes ainsi qu'en carabine à 300 m 3 positions par équipes. 
Elle remporte la médaille d'or en carabine à 300 m couché par équipes, la médaille d'argent en carabine à 300 m couché et en carabine à 300 m 3 positions par équipes, ainsi que la médaille de bronze en carabine à 300 m 3 positions aux Championnats du monde de tir 2023 à Bakou.